# Kay Weniger
Kay Weniger (* 1956 in Berlin) ist ein österreichischer Kunsthistoriker, der vor allem durch seine umfangreichen filmhistorischen Werke bekannt ist.

## Leben
Er zog im August 1957 mit seinen Eltern, dem österreichischen Schauspieler Hans Weniger und der deutschen Schauspielerin Sigrid Roth, nach Hamburg. Dort machte er 1975 Abitur und studierte anschließend an der Universität Hamburg Kunstgeschichte, Geschichte und Archäologie. Er wurde 1987 mit einer Arbeit zu Wiederaufbau und Neubauplanungen in Hamburg 1945 bis 1950, städtebauliche Kontinuität oder Wandel? promoviert.
Nach dem Studienabschluss arbeitete er als Redakteur der Reiseressorts für Die Welt und Welt am Sonntag. Seit seiner Jugend an Film und Filmgeschichte interessiert, verfasste er zudem Reportagen zu diesem Thema für die Fernsehzeitschrift Hörzu und die Welt am Sonntag.
1993 verließ er die Welt am Sonntag und arbeitete seitdem an Recherchen zur Filmgeschichte. Eine Materialsammlung zu diesem Thema hatte er bereits Anfang der 1970er Jahre begonnen. Auf Basis der Recherchen veröffentlichte er 2001 sein achtbändiges Standardwerk Das große Personenlexikon des Films. Mit seinen 6100 Einträgen ist es das umfangreichste biografische Nachschlagewerk in diesem Themengebiet.
Die folgenden lexikalischen Werke Wenigers befassten sich mit der Auswirkung nationalsozialistischer Politik auf Film- bzw. Theater- und Musikkünstler. Während der 2008 erschienene Band Zwischen Bühne und Baracke die im Machtbereich der NS-Herrschaft lebenden Opfer dieser Politik porträtierte, standen in dem 2011 veröffentlichten Anschlusswerk Es wird im Leben dir mehr genommen als gegeben… diejenigen Filmschaffenden im Mittelpunkt, die dem nationalsozialistischen Terror entkommen konnten und ins Exil gingen.

## Publikationen
- Das große Personenlexikon des Films. Die Schauspieler, Regisseure, Kameraleute, Produzenten, Komponisten, Drehbuchautoren, Filmarchitekten, Ausstatter, Kostümbildner, Cutter, Tontechniker, Maskenbildner und Special Effects Designer des 20. Jahrhunderts. 8 Bände. Schwarzkopf und Schwarzkopf, Berlin 2001, ISBN 3-89602-340-3.
- Zwischen Bühne und Baracke. Lexikon der verfolgten Theater-, Film- und Musikkünstler 1933 bis 1945. Mit einem Geleitwort von Paul Spiegel. Metropol, Berlin 2008, ISBN 978-3-938690-10-9.
- „Es wird im Leben dir mehr genommen als gegeben…“ Lexikon der aus Deutschland und Österreich emigrierten Filmschaffenden 1933 bis 1945. Eine Gesamtübersicht. Acabus, Hamburg 2011, ISBN 978-3-86282-049-8.